# زنوبات
زنوبات اولین ربات زنده است.

## تاریجچه
در اوایل سال ۲۰۲۰ میلادی، محققان دانشگاه‌های ورمونت و تافتز این ماشین زنده را ساختند.
زنوبات کلمه مرکب دو کلمه زنو که سرکلمه زنوپوس لاویس به معنی قورباغه پنجه‌دار آفریقایی است و بات که ته کلمه ربات است می‌باشد.

## عملکرد
زنوبات‌ها ریز-ربات‌های خود ترمیم شونده هستند. آنها ماشین‌های بیولوژیکی با عرض کمتر از یک میلی‌متر هستند، و آنقدر ریزند تا درون بدن انسان حرکت کنند. آنها از سلول‌های پوستی، سلول‌های قلبی و یاخته‌های بنیادی که در جنین قورباغه کشت داده شده‌اند ساخته شده‌اند. زنوبات‌ها ممکن است روزی داروها را به درون بدن انسان تحویل دهند و راه درک چگونگی تشکیل اندامها برای داروهای تناسل را بپیمایند.
زنوبات‌ها می‌توانند راه بروند و شنا کنند، برای هفته‌ها بدون غذا زنده بمانند و به‌صورت گروهی کار کنند و به مداوای یکدیگر بپردازند و به کار ادامه بدهند.